# Оргахим
Оргахим е българска компания със седалище в Русе, която произвежда блажни бои, фталов анхидрид, малеинов анхидрид и други. През 1993 г. от Химически комбинат „Гаврил Генов“ е преименувано на „Оргахим“ ЕООД, а през 1998 г. е преобразувано в АД и е приватизирано. Регистрирани са следните търговски марки: „Фасаген“, „Алутин“, „Балкид“, „Рувипласт“, „Винакол“, „Хамелекон“, „Protecta“, „Mefisto“, „Леко“, „Интерин“, „Еманел“, „Благо“, „Deko“.